# نوري جعفر
نوري بن جعفر بن علي الجلبي (1914 - 7 نوفمبر 1992) عالم نفس وفيلسوف تعليم عراقي. ولد في القرنة بولاية البصرة العثمانية ونشأ بها في أسرة فلاحة. درس فيها الابتدائية والثانوية، وبعد تخرجه عُيّن مفتشًا لمدارس البصرة، ثم انتقل إلى بغداد ودخل دار المعلمين العالية وتخرج فيها. تنقّل بين عدة مناصب إدارية ثم بُعث من قبل الحكومة العراقية إلى الولاية المتحدة لدارسة الطب حتى نال مرتبة الدكتوراه، وكان من تلامذة جون ديوي. رجع إلى العراق سنة 1949، وعُيّن أستاذًا في الجامعات العراقية، فمديرًا للإذاعة العراقية في وزارة محمد فاضل الجمالي الأولى، رشّح نفسه للمجلس النيابي سنة 1953. عُيّن مديرًا عامًا في وزارة التخطيط سنة 1958، وخلال ذلك مارس الكتابة ونظم الشعر. عمل أكاديميًا لعلم النفس والتربية في كليتي التربية والشريعة بمكة بالمملكة السعودية سنة 1964، وكلية الأداب في بنغازي في ليبيا من 1965 حتى 1969، وكلية الأداب في الرباط بالمملكة المغربية من 1970 حتى 1973، وجامعة شفيلد البريطانية سنة 1974، وكلية التربية بجامعة بغداد من 1975 حتى 1983، وكلية الآداب بجامعة الكويت سنة 1977، وجامعة مونتريال سنة 1983، وجامعة بوردو الأمريكية سنة 1984. ثم أستاذ الدراسات العليا بقسم علم النفس في جامعة الفاتح في ليبيا سنة 1991. يقال أنه قُتل بطرابلس بيد سائق تاكسي ليبي وهو في طريقه إلى مطار طرابلس الدولي قاصدًا لندن. ألّف أكثر من 30 كتابًا في علم التربية وعلم النفس والتاريخ والفلسفة والفكر والأدب، وله أيضًا ديوان أشعار.

## آثاره
من مؤلفاته:
- اقتراحات لتطوير التعليم في العراق
- الأصالة في شعر المتنبي
- التاريخ: مجاله وفلسفته، 1959،
- التربية وفلسفتها
- التعليم الثانوي في العراق
- التقدم العلمي والتكنولوجي ومضامينه الاجتماعية والتربوية
- الثورة: مقدماتها ونتائجها
- الجهاز العصبي المركزي، 1970
- الجواب السايكلوجية في أدب الحاحظ
- الحب بين القلب والدماغ، 1987
- الصراح بين الأمويين ومبادئ الإسلام
- العباسيون في التاريخ
- العلوم الطبيعية وأثرها في سير المدينة الحديثة
- الفكر طبيعته وتطوره، 1970
- اللغة والفكر، 1971
- المبادئ والرجال
- جذور الإبداع لكل الناس، 1986
- جون ديوي: حياته وفلسفته
- خواطر وملاحظات حول التعليم في العراق
- صالح جبر وكفاءاته وظروفه السياسية
- طبيعة الإنسان في ضوء فسلجة بافلوف، 1971
- علي ومناوئوه
- فلسفة التربية
- فلسفة الحكم عند الإمام علي
- ملاحظات على سياسة التعليم في العراق
- وقائع تزوير الانتخابات
- ديوان شعره

من ترجماته:
- السلطة والفرد، برتراند راسل

## وصلات خارجية
- في موقع الأرشيف المجلات